# 旗安84
旗安84（： Kian Palsa，1984年10月22日—），本名金希民（： Kim Hee Min），是韓國的漫畫家及綜藝人。目前活躍於綜藝《我獨自生活》，並因該節目而廣為人知。 筆名旗安84中的“旗安”取自當初認真畫漫畫並立志當漫畫家時居住的華城市旗安洞， “84”則是從本人的出生年份1984年中摘取。

## 學歷
- 小花小學（朝鲜语：소화초등학교）
- 水原北中學（朝鲜语：수원북중학교）
- 熟知高中（朝鲜语：숙지고등학교）
- 水原大學美術學院 造型藝術學部 西洋畫系 - 休學

## 生平及經歷
旗安84的漫畫深受日本漫畫家伊藤潤二影響。
與知名漫畫家朴泰俊及李末年是至親好友。
出道初期，因經濟上的窮困與同是網路漫畫作家的李末年租自炊房一起生活，直到李末年結婚搬出去為止。李末年曾透過自身作品《李末年系列》中的短篇旗安84回憶錄有趣地回顧當時。
2009年，經由韓國雅虎Cartoon世界網路漫畫發表《老兵歌》出道，老兵歌被認為是一部完全寫實地表現出大韓民國義務警察黑暗抑鬱軍隊生活而廣受好評的作品，但當時因太過真實的故事而受到外界壓力，於是此作品草草結尾。此後，在雅虎Cartoon世界上連載《旗安84短篇》，此部作品在有時陰鬱沉悶有時強烈現實感的故事中更新。此時，由於短篇集裡的部份內容《時尚王》的延續，短篇集再次成為話題。
在仍與漫畫家李末年同居生活的2011年5月5日開始正式在NAVER Webtoon連載《時尚王》，此後《時尚王》在大韓民國引發全民關注，迅速收穫大量人氣，旗安84也正式升格為人氣漫畫作家，這部作品也出版了單行本。之後《時尚王》停止連載2個月，該作品於2011年9月6日再度回歸，但回歸後的漫畫內容與最初的主題相去甚遠，引發許多讀者不滿，儘管如此，該作品最終也繼續連載直到終結。
目前在NAVER Webtoon連載《複讀王》，與前作故事相當不同，現實又銳利地解開地雜大窮二代內心，收到許多好評，但亦曾因内容引发争议而道歉。至2021年8月，该漫画已完结。
2016年，開始出演MBC綜藝節目我獨自生活至今，為固定彩虹會員。
2019年，與Mystic娛樂簽署專屬合約。
2023年4月1日，宣布加入AOMG。

## 轶事
2019年12月，旗安84在健身减肥后拍摄杂志写真，由设计师韓慧妍设计造型，因造型帅气，与其之前邋遢随意的形象大为不同，获得众多好评。
旗安84尽管白手起家，却因漫画广受好评而收入颇丰，甚至到了可以购买不动产的程度，他自称上节目的收入仅是画漫画的十分之一。
旗安84患憂鬱及焦虑症，需服药治疗，曾因在颁奖典礼上的用词引发失言争议。
2021年8月，因《我独自生活》的整蛊摄像机，导致网友怀疑成员孤立旗安84，引发巨大不满。制作组选择删除相关影片，但未能平息愤怒。

## 網路漫畫作品
| 發表日期       | 結束日期     | 作品名稱 | 集數 | 備註       |
| -------------- | ------------ | -------- | ---- | ---------- |
|                |              | 老兵歌   |      |            |
| 2011年5月5日   | 2013年6月6日 | 時尚王   | 96集 | 每週四連載 |
| 2014年6月10日  | 2021年8月    | 複讀王   |      | 每週三連載 |
| 2019年11月29日 | 連載中       | 回春     |      | 每週六連載 |

## 演出作品

### 綜藝
| 播出日期                                                    | 電視臺    | 節目                        | 備註                                |
| ----------------------------------------------------------- | --------- | --------------------------- | ----------------------------------- |
| 2011年9月27日                                               | Ongamenet | From Start Till Clear       | E91                                 |
| 2012年3月22日                                               | Ongamenet | From Start Till Clear       | E115                                |
| 2012年5月5日                                                | OnStyle   | 佳人的時尚王                |                                     |
| 2012年6月3日-2012年7月8日                                   | tvN       | SNS Marketing Show 完售規劃 |                                     |
| 2016年2月19日、 2016年6月24日至今                           | MBC       | 我獨自生活                  | 160219首次出演 160624開始為固定嘉賓 |
| 2016年6月4日、 2016年6月11日、 2016年6月25日、 2016年7月2日 | MBC       | 無限挑戰                    | 接力漫畫                            |
| 2016年7月20日                                               | MBC       | 黃金漁場 Radio Star         | E439                                |
| 2016年10月2日-2016年12月22日                                | KBS 2TV   | Happy Together 3            | 百聞不如一圖環節                    |
| 2018年10月22日                                              | JTBC      | 拜託了冰箱                  | E200                                |
| 2018年10月29日                                              | JTBC      | 拜託了冰箱                  | E201                                |
| 2022年12月11日-2023年1月22日                                | MBC       | 既然出生就環遊世界          | 與李施彥、Pani Bottle               |
| 2023年6月11日-2023年8月13日                                 | MBC       | 既然出生就環遊世界2         | 與DEX、Pani Bottle                  |
| 2023年11月26日-2024年2月4日                                 | MBC       | 既然出生就環遊世界3         | 與DEX、Pani Bottle、李施彥          |
| 2024年8月18日-2024年10月6日                                 | MBC       | 既然出生就環遊音樂          | 與劉台午、Pani Bottle               |
| 2024年12月5日-2025年1月30日                                 | ENA       | 旗安CEO                     | 與韓惠珍、鄭容和、MIMI              |
| 2025年4月8日-2025年4月22日                                  | Netflix   | 奇案84的奇趣民宿            | 與Jin、池睿恩                       |
| 2025年5月11日-2025年6月29日                                 | MBC       | 既然出生就環遊世界4         | 與DEX、Pani Bottle、李施彥          |

### 電影
- 2014年 《時尚王》 - 飾演 成哲跟班2 (特別演出)
- 2020年 《殺手》

### 戲劇
- 2015年 MBC EVERY1（朝鲜语：MBC 에브리원） 網路劇《Webtoon Hero Toondra Show（朝鲜语：웹툰히어로 툰드라쇼）》 - 飾演 金希民
- 2017年 JTBC  網路劇《終極羅曼史》 - 飾演 黃開孫

### MV
- 2018年 K.Will《名為你的星》（與宇宙少女苞娜共同演出）
- 2022年 趙廣一《깽값》
- 2022年 겨울고백／冬天的告白（與韓惠珍 (模特兒)共同演出）

## 獲獎與提名
| 年度 | 頒獎典禮           | 獎項                                       | 作品                                       | 結果 |
| ---- | ------------------ | ------------------------------------------ | ------------------------------------------ | ---- |
| 2012 | 20's Choice        | Click獎                                    | 時尚王 (漫畫)                              | 獲獎 |
| 2017 | MBC演藝大賞        | 綜藝部門 男子新人獎                        | 我獨自生活                                 | 提名 |
| 2017 | MBC演藝大賞        | 最佳情侶獎 (With 朴娜勑)                   | 我獨自生活                                 | 獲獎 |
| 2018 | MBC演藝大賞        | 綜藝部門 男子優秀獎                        | 我獨自生活                                 | 獲獎 |
| 2018 | MBC演藝大賞        | 最佳情侶獎 (With 朴娜勑)                   | 我獨自生活                                 | 提名 |
| 2019 | MBC演藝大賞        | 綜藝部門 男子最優秀獎                      | 我獨自生活                                 | 提名 |
| 2019 | MBC演藝大賞        | 最佳情侶獎 (With henry)                    | 我獨自生活                                 | 獲獎 |
| 2019 | MBC演藝大賞        | 最佳團隊合作獎 (With Henry、李施彥 、成勛) | 我獨自生活                                 | 獲獎 |
| 2021 | MBC演藝大賞        | 最佳情侶獎 (With Key)                      | 我獨自生活                                 | 提名 |
| 2021 | MBC演藝大賞        | 綜藝部門 男子最優秀獎                      | 我獨自生活                                 | 獲獎 |
| 2022 | MBC演藝大賞        | Multi-tainer獎                             | 《我獨自生活》、《既然出生就環遊世界》     | 獲獎 |
| 2023 | 第59屆百想藝術大獎 | 男子綜藝賞                                 | 不適用                                     | 提名 |
| 2023 | MBC演藝大賞        | 大賞                                       | 《我獨自生活》、《既然出生就環遊世界》     | 獲獎 |
| 2023 | MBC演藝大賞        | 年度綜藝人獎                               | 《我獨自生活》、《既然出生就環遊世界》     | 獲獎 |
| 2023 | MBC演藝大賞        | 最佳情侶獎                                 | 與Pani Bottle、DEX -《既然出生就環遊世界》 | 獲獎 |
| 2024 | 第60屆百想藝術大獎 | 男子綜藝賞                                 | 不適用                                     | 提名 |
| 2025 | 第4屆青龍系列大獎  | 綜藝·教養部門 男子綜藝人賞                 | 《奇案84的奇趣民宿》                       | 獲獎 |

## 備註及參考資料

### 備註
1. ↑  旗安洞現已與培養洞合併為旗培洞
2. ↑  自炊房大部分是大學生或社會新鮮人在外租的房子，有附小廚房可以自炊，通常坪數較小、房租也比較便宜，之所以稱為自炊房，是因為另有房東會供給早晚兩餐的下宿房做對比。
3. ↑  「非首都圈的地方雜牌大學」的縮略語

## 外部連結
- 旗安84的BLOG （页面存档备份，存于）
- 旗安84的Instagram帳戶
- 旗安84的YouTube頻道 （页面存档备份，存于）